# Fortymile River
Fortymile River je rijeka u Aljaski i kanadskom teritoriju Yukon koja teče iz smjera istoka prema zapadu i protječe 40 milja nizvodno od tvrđave u Fort Relianceu kod bivšeg rudarskog naselja Forty Mile u Yukonu. Na tome području se u 19. st. odvijala zlatna groznica poznatija kao Zlatna groznica u Klondikeu, ponekad nazivana Yukonska zlatna groznica. Kada je na ovom teritoriju otkriveno zlato 1886., trgovci Leroy N. McQuesten i Arthur Harper ovdje su osnovali ispostavu tvrtke Alaska Commercial Company za koju su radili.
To je bilo razdoblje kada su se kroz rijeku Klondike pored kanadskog grada Dawson Cityja u Yukonu ljudi masovno naseljavali. To područje je kopačima donijelo mnogo zlata. Napisane su mnoge knjige o rijeci Fortymile River i njenim kopačima.
Također, kroz to područje prolazi autocesta Taylor Highway.
Godine 1980., 630 km rijeke u Aljaski zaštićeno je američkim saveznim zakonom ANILCA (eng. Alaska National Interest Lands Conservation Act) kojeg je donio američki kongres a odobrio i potpisao američki predsjednik Jimmy Carter 2. prosinca te godine. Njime je predviđeno za izradu ili reviziju 15 američkih saveznih agencija (eng. National Park Service - NPS) koje bi upravljale svim nacionalnim parkovima, mnogim nacionalnim spomenicima kao i očuvanju svih prirodnih i povijesnih svojstava toga kraja.

## Vanjske poveznice
- USGS GNIS: Fortymile River
- Fortymile National Wild and Scenic River  Arhivirana inačica izvorne stranice od 17. travnja 2010. (Wayback Machine)
- National Park Service - NPS, službene web stranice